# Testament życia
Testament życia (lub oświadczenie woli pro futuro (łac.)) – oświadczenie woli pacjenta, na wypadek utraty przytomności, dotyczące zakresu leczenia. Jeśli oświadczenie zostało złożone w sposób wyraźny i jednoznaczny, jest dla lekarza wiążące.
Umożliwia wcześniejsze spisanie woli pacjenta co do postępowania medycznego. Dzięki temu pacjent może wyrazić zgodę lub odmówić korzystania z metod, które nie są zgodne z jego wolą.

## Podział
Należy zaznaczyć, że testament życia i eutanazja to dwa zupełnie odrębne pojęcia. Testament życia polega na wcześniejszym spisaniu woli co do postępowania medycznego. Dzięki temu pacjent może wyrazić zgodę lub odmówić korzystania z metod, które nie są zgodne z jego wolą.

Przykłady:

- Odmowa przetoczenia krwi (ze względów religijnych np. Świadkowie Jehowy)

- Decyzja o niepodejmowaniu czynności przedłużających proces umierania (pacjent nieuleczalnie chory w obliczu nieuniknionej śmierci)

- Odmowa lub zgoda na przyszłą interwencję medyczną

Bezpośrednie ratowanie życia (np. reanimacja) stanowi stan wyższej konieczności i nie mają tu zastosowania przepisy o autonomii pacjenta. Typowa sytuacja dla zastosowania testamentu życia to np. decyzja o odłączeniu respiratora w momencie gdy stan pacjenta jest w stanie trwale wegetatywnym.

## Historia
Po raz pierwszy rozwiązanie jakim był testament życia zostało zaproponowane w 1967 roku przez prawnika z Chicago Luisa Kutnera (living wills). Kutner wzorując się na prawie spadkowym (gdzie po śmierci osoba ma kontrolę nad majątkiem) wymyślił sposób, aby osoba fizyczna wyrażała swoje pragnienia dotyczące opieki zdrowotnej, gdy nie jest już w stanie wyrazić obecnych pragnień dotyczących opieki zdrowotnej. Ponieważ ta forma "oświadczenia woli" miała być używana, gdy dana osoba wciąż jeszcze żyła (ale nie była już w stanie podejmować decyzji), została nazwana "Testamentem Życia". Pomysł ten został opisany w dzienniku prawniczym w 1969 roku. 

Pierwszym stanem, który przyjął akt prawny regulujący testament życia, była Kalifornia w 1976 roku (Natural Death Act). Do 1986 roku 41 stanów wprowadziło podobne regulacje prawne. A w 1991 USA przyjęło ustawę o samostanowieniu pacjenta (Patient Self-Determination Act). Wymagał od podmiotów świadczących opiekę zdrowotną (głównie szpitali, domów spokojnej starości i agencji zajmujących się zdrowiem domowym) udzielania pacjentom informacji o przysługujących im prawach do dokonywania wstępnych oświadczeń woli zgodnych z prawem stanowym.

W Europie problem ten jest regulowany przez Europejską Konwencję Bioetyczną. Zawarte w niej artykuły stwierdzają, iż należy brać pod uwagę wcześniej wyrażone życzenia osoby zainteresowanej co do interwencji medycznej, jeżeli w chwili jej przeprowadzenia nie jest ona w stanie wyrazić swej woli.

## Uregulowania prawne na świecie

### Polska
Polski system prawny nie reguluje wprost oświadczeń woli pro futuro. Wyrażenie takiego oświadczenia jest równoznaczne ze zgodą lub jej brakiem na określone leczenie. Dokumentami regulującymi tę kwestię są:
- Ustawa o prawach pacjenta i Rzeczniku praw Pacjenta z dnia 6 listopada 2011 roku (Dz.U. z 2024 r. poz. 581) – Pacjent ma prawo do wyrażenia zgody lub odmowy na udzielenie określonych świadczeń zdrowotnych.
- Ustawa o zawodzie lekarza i lekarza dentysty z dnia 5 grudnia 1996 r. – lekarz może przeprowadzić badanie lub udzielić innych świadczeń zdrowotnych, z zastrzeżeniem wyjątków przewidzianych w ustawie, po wyrażeniu zgody przez pacjenta.

Forma oświadczenia: oświadczenie pro futuro może mieć formę zarówno formalnego dokumentu jak i swobodnej notatki z zastrzeżeniem złożenia go w sposób wyraźny, jednoznaczny i niebudzący wątpliwości.

### Belgia
Testament życia musi być złożony w formie pisemnej w obecności dwóch świadków, ważne jest żeby przynajmniej jeden z nich nie miał interesu wynikającego ze śmierci osoby składającej oświadczenie woli pro futuro. W deklaracji można wyznaczyć osobę, która zadecyduje o podjęciu leczenia, gdyby sam pacjent nie był w stanie takiego oświadczenia woli podpisać. Oświadczenie takie ma 5 lat ważności od momentu jego złożenia do momentu utraty zdolności pacjenta. W wypadku upłynięcia terminu można je przedłużyć o kolejne 5 lat. O podjęciu lub nie podjęciu określonych działań medycznych decyduje lekarz stwierdzający utratę przytomności u pacjenta. Było to przyczyną kontrowersji wśród lekarzy wskazujących, że nie są jednoznacznie wskazać, kiedy nastąpiła całkowita utrata zdolności u pacjenta.

### Szwajcaria
W Szwajcarii dekret dla pacjentów od listopada 2008 r. Nie ma żadnych prawnie wiążących skutków, zarówno w sprawach cywilnych, jak i karnych. Taki dekret jest dziś postrzegany jedynie jako reprezentacja rzekomej woli osoby bez zdolność. Dokonuje się jednak rewizji szwajcarskiego kodeksu cywilnego, który ma na celu zmianę tej sytuacji (przewidzianej w art. 360 szwajcarskiego kodeksu cywilnego) poprzez uczynienie dekretu pacjenta prawnie wiążącym dokumentem.

W Szwajcarii istnieje kilka organizacji zajmujących się rejestrowaniem orzeczeń pacjentów, formularzy podpisywanych przez pacjentów, stwierdzających, że w przypadku trwałej utraty oceny (np. niemożności porozumiewania się lub poważnego uszkodzenia mózgu) wszelkie środki przedłużające życie zostaną wstrzymane. Członkowie rodziny i te organizacje przechowują także pełnomocnictwa, które uprawniają ich posiadacza do egzekwowania takich dekretów pacjentów.

### Włochy
W grudniu 2017 roku włoski parlament przyjął ustawę o Testamencie życia. Pacjent może nie wyrazić zgody na określone leczenie, po tym jak zapozna się z metodą leczenia. Deklaracja ma formę pisemną lub nagrania wideo. Zwalnia ona lekarzy z odpowiedzialności karnej i cywilnej za niepodjęcie działań medycznych przedłużających życie. Deklaracja ta może być rozszerzona na rodzinę pacjenta, a w przypadku nieletniego zgodę wyrażają prawni opiekunowie biorąc pod uwagę wolę pacjenta.

Kontrowersje dotyczące opieki po zakończeniu życia pojawiły się we Włoszech w 2006 r., kiedy nieuleczalnie chory pacjent cierpiący na dystrofię mięśniową, Piergiorgio Welby, zwrócił się do sądów o usunięcie respiratora. Podczas debaty w parlamencie nie podjęto żadnej decyzji. Lekarz ostatecznie spełnił życzenia Welby, usuwając respirator pod wpływem środków uspokajających. W późniejszym procesie lekarz został oczyszczony z zarzutu o przeprowadzenie eutanazji, która we Włoszech jest nielegalna.

### USA
W Stanach Zjednoczonych testament życia regulowany jest przez lokalne prawa poszczególnych stanów. Oświadczenia woli pro futuro obecne są we wszystkich stanach, jednak w Kalifornii noszą inną nazwę "report card". W Stanie Minnesota (USA) testament życia musi zostać złożony w obecności notariusza oraz poświadczony przez dwóch świadków. W Pensylwanii w dniu 30 listopada 2006 r. Gubernator Edward Rendell podpisał ustawę 169, która zapewnia kompleksowe ramy prawne regulujące zaawansowane testamentu życia w sprawie opieki zdrowotnej i podejmowania decyzji w zakresie opieki zdrowotnej dla niekompetentnych pacjentów. W wyniku tego organizacje opieki zdrowotnej udostępniają przykładowy formularz "Combined Living Will & Health Care Power of Attorney" z ustawy Pennsylvania Act 169 z 2006 r.